# اتحاد شوروی در المپیک تابستانی ۱۹۸۰

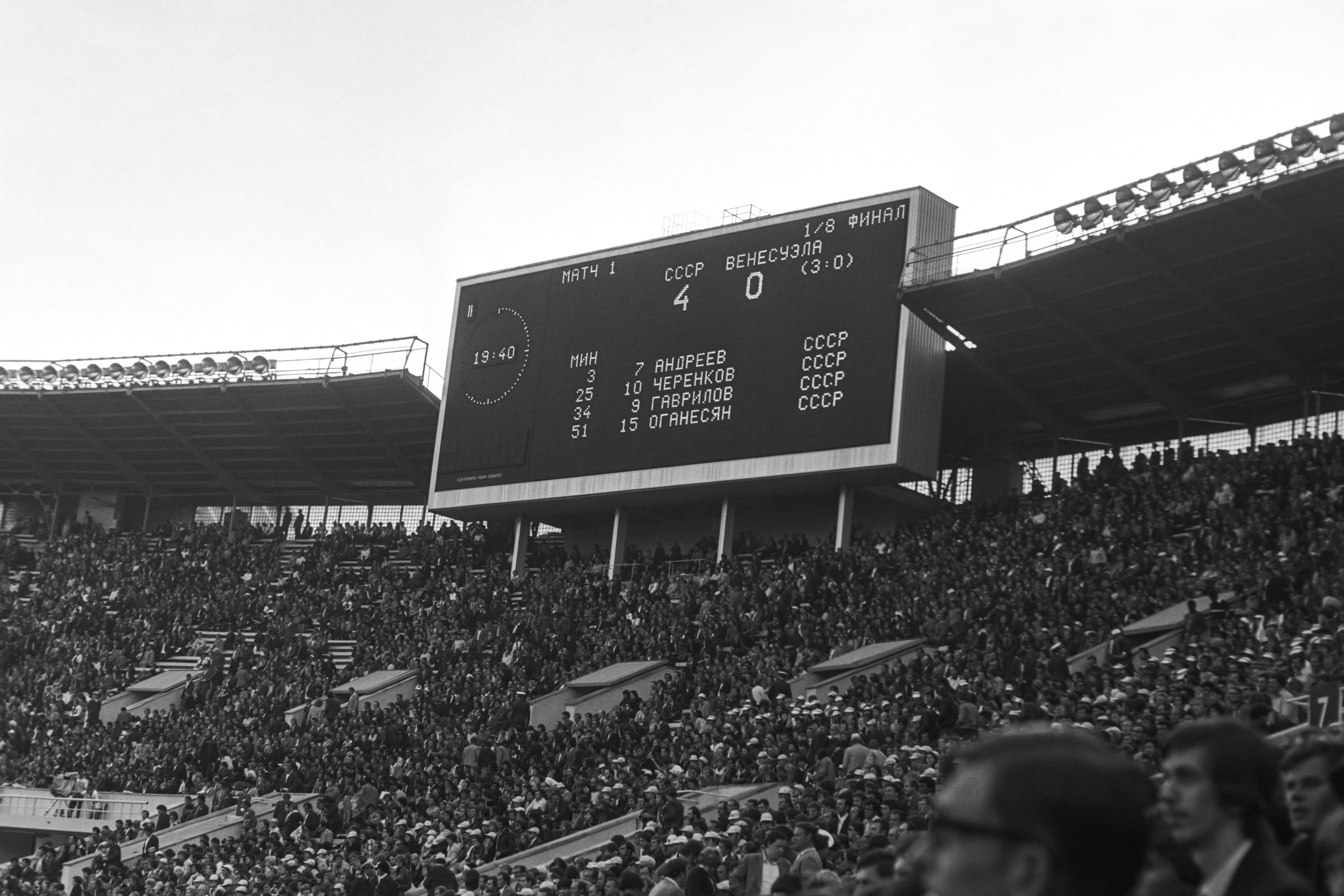
بازی های المپیک تابستانی در مسکو. ورزشگاه در لوژنیکی مسابقه فوتبال بین اتحاد جماهیر شوروی و ونزوئلا. جدول امتیازات نشان می دهد که گل توسط سرگئی آندریف، فدور چرنکوف، یوری گاوریلف، خورن اوگانسیان به ثمر رسیده است.

اتحاد جماهیر شوروی میزبان بازی‌های المپیک تابستانی ۱۹۸۰ در مسکو بود. ۴۸۹ شرکت کننده، ۳۴۰ مرد و ۱۴۹ زن، در ۲۰۲ رویداد در ۲۳ رشته ورزشی شرکت کردند.
اتحاد جماهیر شوروی رکورد ۸۰ مدال طلا را به دست آورد (اگرچه از زمان پیشی گرفتن از ایالات متحده)، و مجموع ۱۹۵ مدال برای آنها دومین نتیجه برتر در تاریخ است.